# Franck Ducheix
Franck Ducheix (* 11. April 1962 in Oran, Algerien) ist ein ehemaliger französischer Säbelfechter.

## Erfolge
Franck Ducheix gewann mit der Mannschaft bei den Weltmeisterschaften 1989 in Denver die Bronzemedaille. Viermal nahm er an Olympischen Spielen teil: 1984 zog er in Los Angeles im Mannschaftswettbewerb ungeschlagen ins Finale ein, in dem sich die französische Equipe Italien mit 3:9 geschlagen geben musste. Gemeinsam mit Philippe Delrieu, Pierre Guichot, Hervé Granger-Veyron und Jean-François Lamour erhielt Ducheix somit die Silbermedaille. Vier Jahre darauf verpasste er mit der Mannschaft als Vierter einen weiteren Medaillengewinn. Bei den Olympischen Spielen 1992 in Barcelona unterlag er mit der Mannschaft im Halbfinale Ungarn mit 1:9, setzte sich aber im Anschluss im Gefecht um Rang drei gegen Rumänien mit 9:4 durch. Zur Mannschaft gehörten neben Ducheix noch Jean-Philippe Daurelle, Pierre Guichot, Hervé Granger-Veyron und Jean-François Lamour. Im Einzel belegte er Platz 18. 1996 in Atlanta wurde er bei seiner letzten Olympiateilnahme mit der Mannschaft Fünfter, während er die Einzelkonkurrenz auf dem 13. Rang abschloss.